# Звенигово
Звенигово (на руски: Звенигово; на марийски: Провой) е град в Русия, административен център на Звениговски район, автономна република Марий Ел. Населението на града към 1 януари 2018 е 11 204 души.